# Andrei Golban
Andrei Golban, (* 17. březen 1974 Chișcăreni, Sovětský svaz) je bývalý reprezentant Moldavska v judu.

## Sportovní kariéra
Byl stabilním účastníkem velkých tunrnajů koncem 90. let v barvách Moldavska.
V roce 1996 se účastnil olympijských her v Atlantě. V předkole porazil na ippon Bosňáka Vlaškovace. V dalším kole vyřadil na ippon Kazachstánce Ačirova, ale ve druhém však překvapivě nestačil na Novozélanďana Corkina.
V roce 2000 se na olympijské hry nekvalifikoval.

## Výsledky
| Turnaj             | 1994 | 1995 | 1996 | 1997 | 1998 | 1999 | 2000 | 2001 | 2002 |
| ------------------ | ---- | ---- | ---- | ---- | ---- | ---- | ---- | ---- | ---- |
| Olympijské hry     | -    | -    | úč.  | -    | -    | -    | dns  | -    | -    |
| Mistrovství světa  | -    | úč.  | -    | dns  | -    | úč.  | -    | úč.  | -    |
| Mistrovství Evropy | 5.   | 5.   | úč.  | dns  | 2.   | 5.   | úč.  | úč.  | úč.  |